# May French Sheldon
Mary French Sheldon (10 mai 1847 - 1936), également connue sous le nom de May French Sheldon, était une autrice et exploratrice américaine.

## Jeunesse et éducation
Mary French Sheldon est née le 10 mai 1847 à Bridgewater dans l'état de Pennsylvanie. Son père, Joseph French, était ingénieur civil et sa mère, Elizabeth J. French (née Poorman), médecin spiritualiste.
Elle reçoit une éducation internationale, fait des études d'art et s'intéresse très tôt à l'écriture et à l'ethnologie.

## Carrière
En 1876, elle épouse l'américain Eli Lemon Sheldon, un banquier. Ils s'installent à Londres où ils créent une maison d'édition.
Mary French Sheldon devient célèbre après une expédition en Afrique en 1891. En effet, elle n'est pas accompagnée par des européens lors de son voyage de Mombasa au Kilimandjaro, mais par 150 Zanzibaris lui servant de guides et de porteurs. Cela fit sensation. Elle revient de cette expédition avec de nombreuses pièces ethnographiques. Ses notes lui permettent de faire le récit de son voyage et d'entreprendre une série de conférences.
Elle reçoit de nombreuses récompenses pour sa présentation à l'Exposition universelle de 1893, ce qui lui vaut d'être invitée à rejoindre le Club des écrivains et la Société Anthropologique de Washington. Elle devient membre de la Royal Geographical Society de Londres en novembre 1892. Elle fait partie des quinze premières femmes à être ainsi distinguée. Elle meurt en 1936, à 78 ans.